# 珍珠姐妹
珍珠姐妹（英語：Pearl Sisters）是韓國的二重唱女子組合，由裴仁順和裴仁淑姊妹組成。 在韓國演歌(Trot)盛行的時代，由韓國搖滾音樂的先驅－申重鉉擔任製作，透過實驗性的音樂獲得了很高的人氣，她們的歌曲仍被翻唱著。 1969年，她們以歌曲《一杯咖啡（커피 한 잔）》獲得MBC十大歌手歌謠祭（現MBC歌謠大祭典）大賞，是第一個獲得歌謠大賞的女子音樂組合、第一個獲得金獎的女子音樂組合。是比Fin.K.L.更早獲得大賞的女子音樂組合。 
40年後2011年12月31日，她們在KBS電視台的50週年紀念節目中再次出現在螢幕前。

## 音樂作品
- 1968年首張專輯－《郎啊(親愛的)/要離開的那個人/一杯咖啡》
- 1969 - 《I Love You》
- 1971 - 《郎啊(親愛的)》
- 1973 - 《只愛我吧/長裙小姐》
- 1976年- 《珍珠姐妹立體聲專輯/即使悲傷我也會離開/雨》

## 外部連結
- 韓國廣播人物近代史第 16 集 - 珍珠姐妹 （页面存档备份，存于）- 1968 年
- 康納音樂的珍珠姐妹